# SPECT sincronitzada amb electrocardiograma
La SPECT sincronitzada amb electrocardiograma o SPECT sincronitzada amb ECG és una tècnica d'imatge de medicina nuclear, normalment per al cor en imatges d'perfusió miocàrdica. Un electrocardiograma (ECG) guia l'adquisició d'imatges, i el conjunt resultant d'imatges de tomografia computada per emissió de fotó simple (SPECT) mostra el cor mentre es contrau durant l'interval d'una ona R a la següent. S'ha demostrat que aquest tipus d'imatge té un alt valor pronòstic i sensibilitat per a l'estenosi crítica.
L'ordinador d'adquisició defineix el nombre de blocs de temps o fotogrames per dividir l'interval R a R de l'electrocardiograma del pacient. Es pot establir una "finestra" que descarta les dades dels intervals R a R que es desvien d'alguna quantitat de la durada mitjana de les ones R a R del pacient. Això descarta les contraccions preventriculars i les arrítmies de l'adquisició i millora la qualitat de l'estudi resultant.:263
La gammacàmera farà una sèrie d'imatges al voltant del pacient, dividint cada "pas" del moviment del capçal de la càmera en el nombre predeterminat de "fotogrames". Els detalls d'aquesta adquisició varien amb les càmeres d'un cap, de dos o de tres caps, però una càmera d'un sol cap normalment adquireix 32 "passos" en un arc de 180 graus al voltant del pacient.
Quan s'ha completat l'adquisició, el tècnic ha de processar les imatges per crear un conjunt de dades que representi el volum de traçador vist per la càmera durant l'adquisició de l'estudi. A l'SPECT sincronitzada amb ECG, aquest procés es realitza per a cadascun dels bins de temps definits pel protocol d'adquisició. Quan el metge ho veu per a la seva interpretació, el cor es pot observar com es contrau i s'expandeix de la diàstole a la sístole.
L'ordinador pot calcular la fracció d'ejecció, el volum diastòlic final, el moviment de la paret, el volum telesistòlic, l'engrossiment, l'escurçament i la contractilitat del miocardi. Tanmateix, s'està veient una mitjana de tots els batecs del cor recollits durant l'adquisició d'imatges. Soroll a l'ECG, el moviment del pacient, artefactes o un canvi en la freqüència cardíaca durant l'adquisició poden degradar la qualitat del conjunt de dades d'imatge sincronitzada resultant.:268